# Victor Fodor
Victor Fodor (n. 19 aprilie 1875, Băgău, comitatul Alba de Jos, Austro-Ungaria – d. 18 aprilie 1948, Aiud, județul Alba (interbelic), România) a fost medic militar, participant la Marea Adunare Națională de la Alba Iulia și fondator al Sanatoriului anti-TBC din Aiud.

## Familia
Victor Fodor s-a născut la 19 aprilie 1875 în comuna Băgău de lângă Aiud, în comitatul Alba de Jos. Părinții săi au fost Teodor Fodor și Amalia Măcelariu. Străbunicul său, cunoscut sub numele de Fodoru, a fost tribun în oastea lui Avram Iancu. De asemenea, a mai avut un verișor, Alexandru Fodor, care a fost și el medic participant la Marea Adunare Națională de la Alba Iulia.

## Viața și activitatea

### Studii și formare
Victor Fodor și-a făcut studiile în cadrul Facultății de Medicină, la Budapesta, luându-și titlul de Doctor in medicina universalis în 1902. Imediat după absolvirea facultății a fost numit medic în Ungaria, la Magyaróvár, iar apoi la Odesa. La Șercaia din județul Făgăraș ajunge medic din 5 decembrie 1910, iar din 1913 a fost medic la Aiud, unde a pus bazele unui Sanatoriu anti-T.B.C. Aici a rămas până la izbucnirea Primului Război Mondial, în timpul căruia a îndeplinit funcția de medic militar ftiziolog, cu grad de maior, în armata austro-ungară.

### Activitatea în cadrul Marii Adunări Naționale
La Marea Adunare Națională de la Alba Iulia a participat alături de familie, el fiind însărcinat însărcinat cu paza unei porți a Cetății. În urma participării la Marea Adunare Națională, lucrează în cadrul Consiliului Dirigent, iar mai apoi este numit medic-șef, director al spitalului anti-TBC, din Aiud.

### După Marea Adunare Națională
În anul 1920, având funcția de medic primar de județ, în urma adresei nr. 283 din 1919 a prefecturii județului Alba Inferioară, a activat în Comisia pentru acordarea ajutoarelor pentru cei ce au suferit de pe urma războiului, sprijinind orice acțiune sanitară a Consiliului Dirigent.
În anii 1920-1921, în calitate de director al spitalului anti-TBC, din Aiud, a fost organizatorul a două concursuri ce aveau drept scop ocuparea unor posturi importante pentru spital: primul a fost pentru postul de administrator de spital în Aiud, iar cel din 1921 viza ocuparea posturilor de moașe în comunele Armeni și Bucerdea Vinoasă, din vechea plasa Ighiu. 

### Ultimii ani
Se pensionează în 1938, după ce a lucrat numai în cadrul spitalului pe care l-a înființat, la Aiud. După pensionare, a lucrat perioadă pe domeniul episcopal de la Stâna de Vale din județul Bihor (interbelic), însă, după o vreme s-a reîntors în Aiud.
Nu a avut urmași, dedicându-și viața îngrijirii bolnavilor din sanatoriul unde era director. A fost descris drept o persoană exigentă și corectă, o fire închisă și extrem de meticuloasă. A decedat în data de 18 aprilie 1948, iar înmormântarea a avut loc la Aiud.